# Монгобер
Монгобе́р (фр. Montgobert) — коммуна во Франции, находится в регионе Пикардия. Департамент коммуны — Эна. Входит в состав кантона Вилле-Котре. Округ коммуны — Суассон.
Код INSEE коммуны — 02506.

## Население
Население коммуны на 2010 год составляло 198 человек.
| 1962 | 1968 | 1975 | 1982 | 1990 | 1999 | 2010 |
| ---- | ---- | ---- | ---- | ---- | ---- | ---- |
| 171  | 155  | 184  | 197  | 194  | 185  | 198  |

## Экономика
В 2010 году среди 126 человек трудоспособного возраста (15—64 лет) 102 были экономически активными, 24 — неактивными (показатель активности — 81,0 %, в 1999 году было 67,5 %). Из 102 активных жителей работали 96 человек (55 мужчин и 41 женщина), безработных было 6 (2 мужчин и 4 женщины). Среди 24 неактивных 11 человек были учениками или студентами, 3 — пенсионерами, 10 были неактивными по другим причинам.